# Meridiano di Greenwich

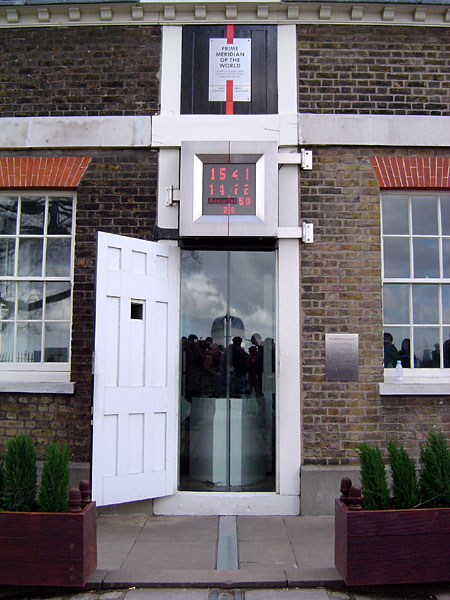
Il primo meridiano al Royal Observatory di Greenwich

Il meridiano di Greenwich è il circolo massimo meridiano avente per convenzione longitudine pari a zero, passante per l'osservatorio di Greenwich a Londra.

## Storia

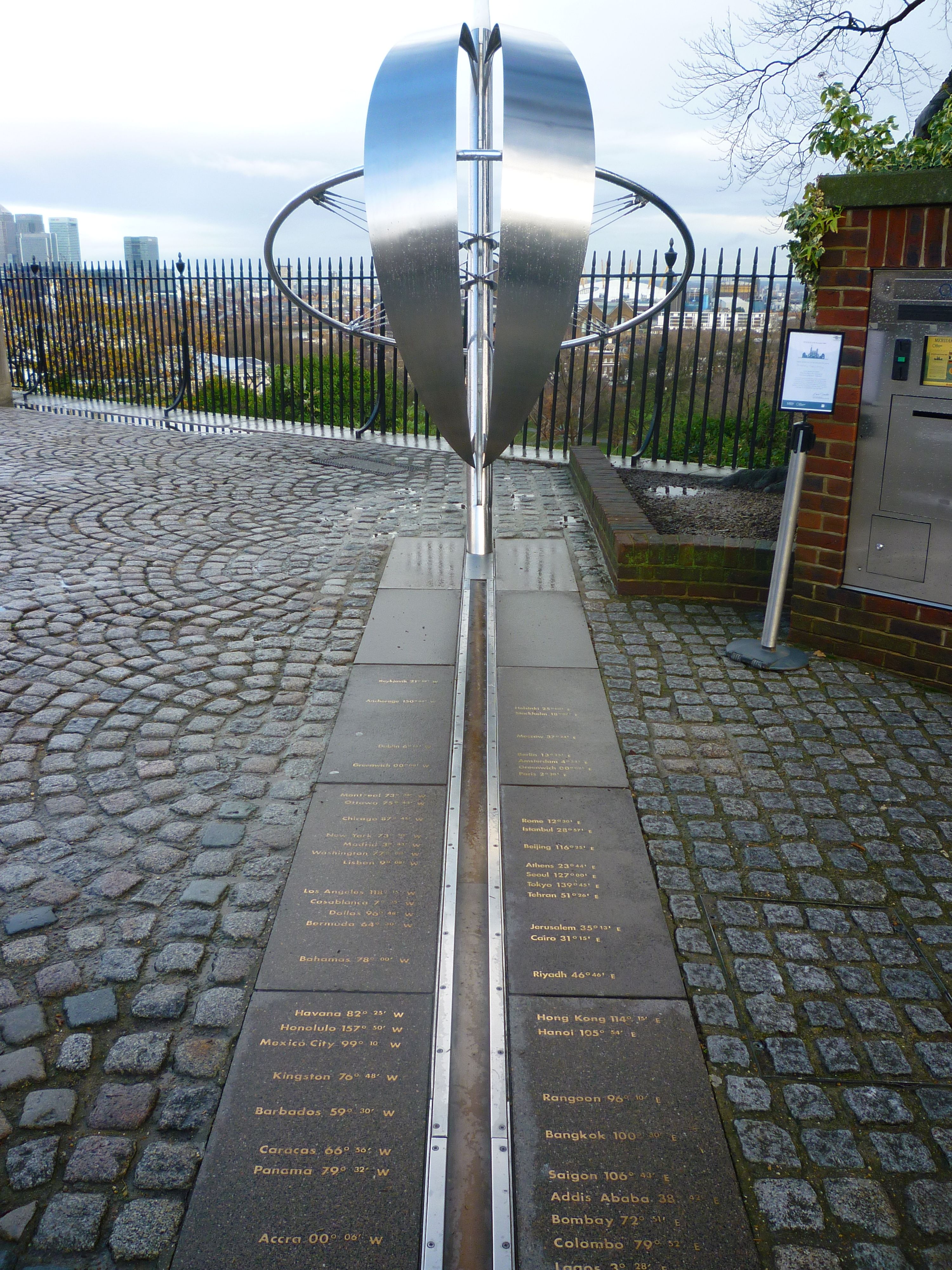
Il primo meridiano "inciso" sul suolo dell'osservatorio di Greenwich

Dicearco da Messina, che per primo abbozzò l'idea delle coordinate geografiche, usò come meridiano fondamentale quello dell'isola di Rodi e tale riferimento fu seguito anche da Ipparco di Nicea. Marino di Tiro e Claudio Tolomeo scelsero invece il punto più occidentale delle terre emerse, ovvero le isole Fortunate (corrispondenti forse alle attuali Canarie).
A partire dal Cinquecento le potenze marittime europee scelsero per la redazione dei diari di bordo e delle carte nautiche un meridiano fondamentale che fosse comodo per loro: l'isola di Terceira nelle Azzorre per il Portogallo, Toledo per la Spagna, i cosmografi fiamminghi e olandesi presero a riferimento l'isola di El Hierro nelle Canarie, allora chiamata "Ferro".
Quando la Francia intraprese anch'essa le esplorazioni oceaniche, Luigi XIII riunì nell'aprile 1634 una conferenza di cartografi e astronomi di tutta Europa perché stabilissero un unico riferimento. Essi, sancendo una tradizione che risaliva a Tolomeo, scelsero di adottare il meridiano dell'Isola del Ferro (Isole Canarie), che venne allora definito per convenzione come il meridiano 20° a ovest di Parigi (17° 39' 46" a ovest di Greenwich).
Nel 1718 i Cassini tracciarono il meridiano di Parigi (2° 20' 14" a est di Greenwich) in base al quale redassero la prima carta topografica della Francia.
Nel 1738 la Gran Bretagna adottò il meridiano di Greenwich, non solo per le carte topografiche, ma anche per quelle nautiche. Con lo sviluppo delle ferrovie iniziato nel 1830 con la linea Liverpool Manchester, sorse il problema che ogni città avesse la sua ora che impediva di stilare un orario dei treni creando difficoltà nella programmazione, nel 1848 le società ferroviarie britanniche stabilirono che in tutto il Regno Unito era valida l'ora di Greenwich: in tutto il paese era mezzogiorno nel momento in cui il Sole era allo zenit sulla longitudine di quello che sarebbe divenuto il meridiano zero. Numerose istituzioni seguirono l'esempio, gli uffici delle poste ebbero il compito di comunicare via telegrafo quando avveniva questo evento, in modo che tutte le città potessero regolare i loro orologi pubblici, successivamente fu la radio a trasmettere l'ora esatta. Nel 1880 con una legge si stabilì l'uniformità in tutta la Gran Bretagna del fuso di Greenwich.
Quasi tutte le nazioni adottarono un proprio meridiano primo per redigere le carte topografiche nazionali: l'Italia adottò il Meridiano di Monte Mario a Roma e Pisa, il Portogallo Lisbona, la Spagna Madrid, il Belgio Bruxelles, la Svizzera Berna, la Norvegia Cristiania (odierna Oslo), la Danimarca Copenaghen, la Svezia Stoccolma, la Polonia Varsavia, la Romania Oradea, la Russia San Pietroburgo, gli Stati Uniti Filadelfia e Washington, D.C.; il Brasile Rio de Janeiro (43° 10' 19" W); l'Egitto Alessandria (29° 53' E); l'Impero Ottomano Gerusalemme; l'India Ujjain; il Giappone Kyoto.
La Germania e l'Impero austro-ungarico continuarono a usare il meridiano dell'Isola di Ferro fino all'introduzione del meridiano di Greenwich.
Negli atlanti le alternative seguite erano solo tre: il meridiano dell'Isola di Ferro, il meridiano di Parigi e il meridiano di Greenwich. In molti atlanti gli stessi meridiani in alto erano numerati secondo l'Isola del Ferro e in basso secondo Parigi, o viceversa.
Il meridiano dell'Isola di Ferro perse credibilità quando ci si rese conto che esso non passava esattamente a 20° ovest rispetto a Parigi, bensì a 20° 29′ 5″. E allora vi fu una competizione fra Parigi e Greenwich, che fu vinta da quest'ultima.

## Adozione del meridiano di Greenwich come primo meridiano

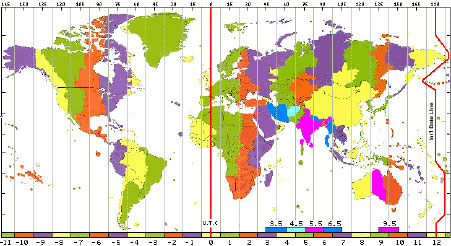
La linea rossa al centro indica il meridiano primo

Nel corso della seconda metà dell'Ottocento la diffusione delle navi a vapore e l'aumento dei trasporti marittimi, insieme a quella delle linee ferroviarie internazionali, mostrarono che c'era una necessità sempre più globale di trovare un meridiano zero su cui tutti fossero d'accordo. Questo "meridiano fondamentale" sarebbe stato utile non soltanto per unificare le carte nautiche, ma anche per avere un tempo universale di riferimento su cui calcolare tutti gli altri. Stabilendo un "tempo universale" – come lo chiamiamo oggi – sarebbe stato infatti possibile organizzare tutti quelli che oggi chiamiamo "fusi orari" semplicemente aggiungendo un certo numero di ore al tempo universale.
Quindi si decise di stabilire quale dovesse essere questo meridiano che era proprio l'obiettivo della Conferenza di Washington, promossa nell'ottobre del 1884 dall'amministrazione degli Stati Uniti. In quest'occasione venne definito da 41 delegati provenienti da 25 paesi, alla presenza del Presidente degli Stati Uniti d'America, il meridiano zero, ossia quello che passa per l'osservatorio di Greenwich.
1. L'adozione di un unico sistema di meridiani a livello mondiale, in sostituzione dei diversi esistenti.
2. Il meridiano passante attraverso il più importante strumento di controllo del traffico dell'osservatorio di Greenwich sarebbe stato il primo meridiano.
3. Tutte le longitudini, a est e a ovest, sarebbero state calcolate a partire da questo meridiano da 0° a 180°.
4. Tutti i paesi avrebbero adottato la data universale.
5. Il giorno universale sarebbe cominciato alla mezzanotte di Greenwich e misurato su un orologio di 24 ore.
6. I giorni nautici e astronomici sarebbero cominciati ovunque alla mezzanotte convenzionale (di cui sopra).
7. Sarebbero stati supportati tutti gli studi dei finalizzati a regolamentare ed estendere l'applicazione del sistema decimale alla divisione del tempo e dello spazio.

La seconda risoluzione, che legava i meridiani a Greenwich, è stata approvata con 22 voti a favore e contrario solo Santo Domingo, oggi Repubblica Dominicana; non parteciparono Francia e Brasile. Infatti i francesi non adottarono il meridiano di Greenwich fino al 1911, continuando fino ad allora ad usare il meridiano di Parigi.
La linea internazionale del cambio di data (la linea spezzata rossa sul lato destro dell'immagine qui a fianco) si trova sul lato opposto del mondo rispetto al meridiano primo.

## Località attraversate

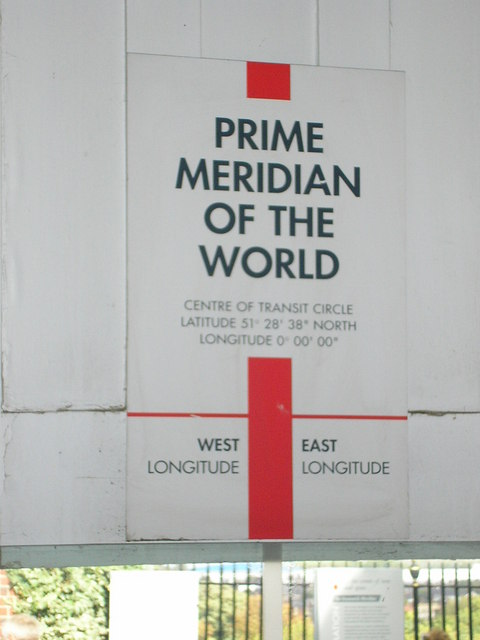
Pannello che suddivide le due longitudini, quella Est e quella Ovest

Dal polo nord al polo sud, il meridiano di Greenwich attraversa i seguenti territori e paesi:
- Mar Glaciale Artico (passa tra la Groenlandia e le isole Svalbard);
- Oceano Atlantico settentrionale (prima mare di Norvegia e poi mare del Nord);
- Regno Unito: vicino a Grimsby, Boston, Cambridge, Londra (Greenwich), tra Brighton e Eastbourne;
- Il canale della Manica;
- Francia: Villers-sur-Mer vicino a Le Havre, Caen, Argentan, Le Mans, tra Poitiers e Niort, tra Angoulême e Cognac, tra Bordeaux e Bergerac, tra Mont-de-Marsan e Auch, Tarbes, Lourdes
- Spagna: tra Saragozza e Lleida, vicino a Castellón de la Plana, al largo di Valencia;
- Mar Mediterraneo;
- Algeria: passa a STIDIA vicino a Mostaganem (segnato sulla RN11), Mascara, tra Sidi Bel Abbes e Tiaret;
- Mali;
- Burkina Faso;
- Togo;
- Ghana: a Tema (nei pressi di Accra)[3] e Yendi;
- Oceano Atlantico meridionale;
- Mare antartico;
- Antartide (Terra della regina Maud).

## Curiosità
- La determinazione degli orologi e cronometri di un luogo L rispetto a un luogo di riferimento R è possibile solo se è possibile conoscere l'ora locale del riferimento R quando però ci si trova nel luogo L, e solo quando è mezzogiorno nel luogo L, perché è l'unico momento della giornata in cui è possibile calcolare la posizione assoluta del Sole, perché in quel momento esso raggiunge la sua massima altezza sull'orizzonte. Ciò implica che solo quando fu inventato un modo per "trasportare" da un luogo S un altro l'ora locale registrata in un luogo iniziale, divenne possibile calcolare la longitudine esatta dei vari luoghi sul pianeta. Ciò avvenne solo quando furono inventati orologi e cronometri meccanici, che andarono a sostituire le meridiane solari, le quali potevano fornire solo l'ora locale.
- Per poter determinare l'altezza di un'imbarcazione ("punto-nave"), cioè la sua distanza angolare rispetto a un luogo, è indispensabile conoscere l'ora locale del luogo di partenza di riferimento, e misurare a che ora del luogo di riferimento il Sole raggiunge, sulla nave, l'altezza massima, a mezzogiorno; ma a causa della natura instabile del sistema di riferimento costituito da una nave, soggetta a rollio e beccheggio, divenne possibile determinare la longitudine di un'imbarcazione solo dopo che furono inventati orologi e cronometri che non si basassero più su meccanismi a pendolo, il cui periodo era alterato dai movimenti dell'imbarcazione, ma su meccanismi che potessero funzionare anche su sistemi di riferimento in movimento rotatorio, e che potessero quindi conservare durante tutto il viaggio in mare l'ora locale del luogo di riferimento.